# Brasserie de Jonge Sint-Jacob (Louvain)
La brasserie de Jonge Sint-Jacob (brouwerij de Jonge Sint-Jacob en néerlandais) est un édifice de style baroque classé monument historique et situé à Louvain, ville de la province du Brabant flamand en Belgique.

## Localisation
La brasserie de Jonge Sint-Jacob se situe au numéro 19 de la rue appelée Lei, qui borde un des méandres de la Dyle en plein centre-ville, à quelques centaines de mètres au nord-ouest de l'Hôtel de ville de Louvain et de l'église Saint-Pierre.
De tous temps, le quartier de la Lei a été habité par de riches bourgeois, des aristocrates et des notables ainsi que par des familles de brasseurs fortunées.

Le quartier de la Lei et la Dyle.
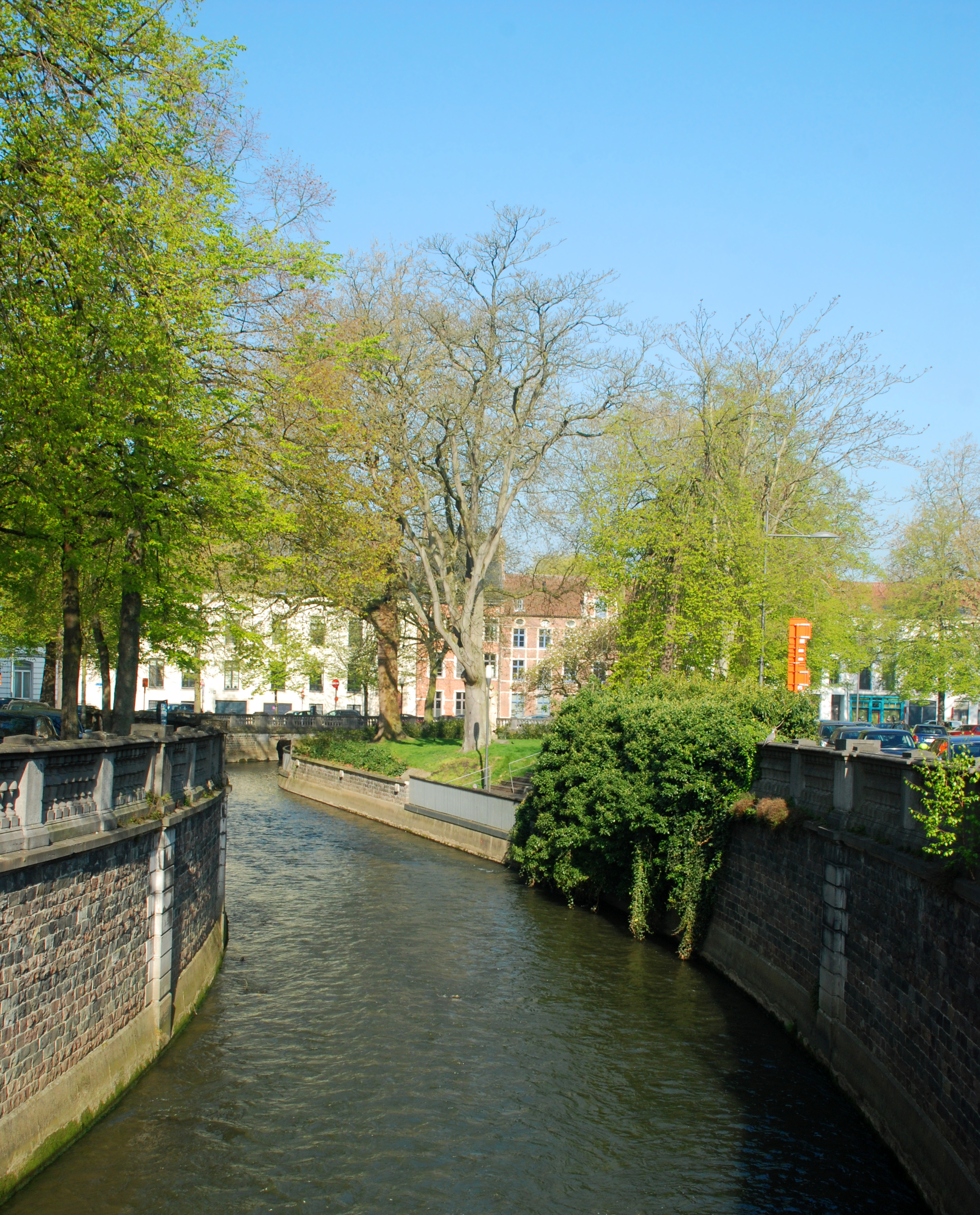
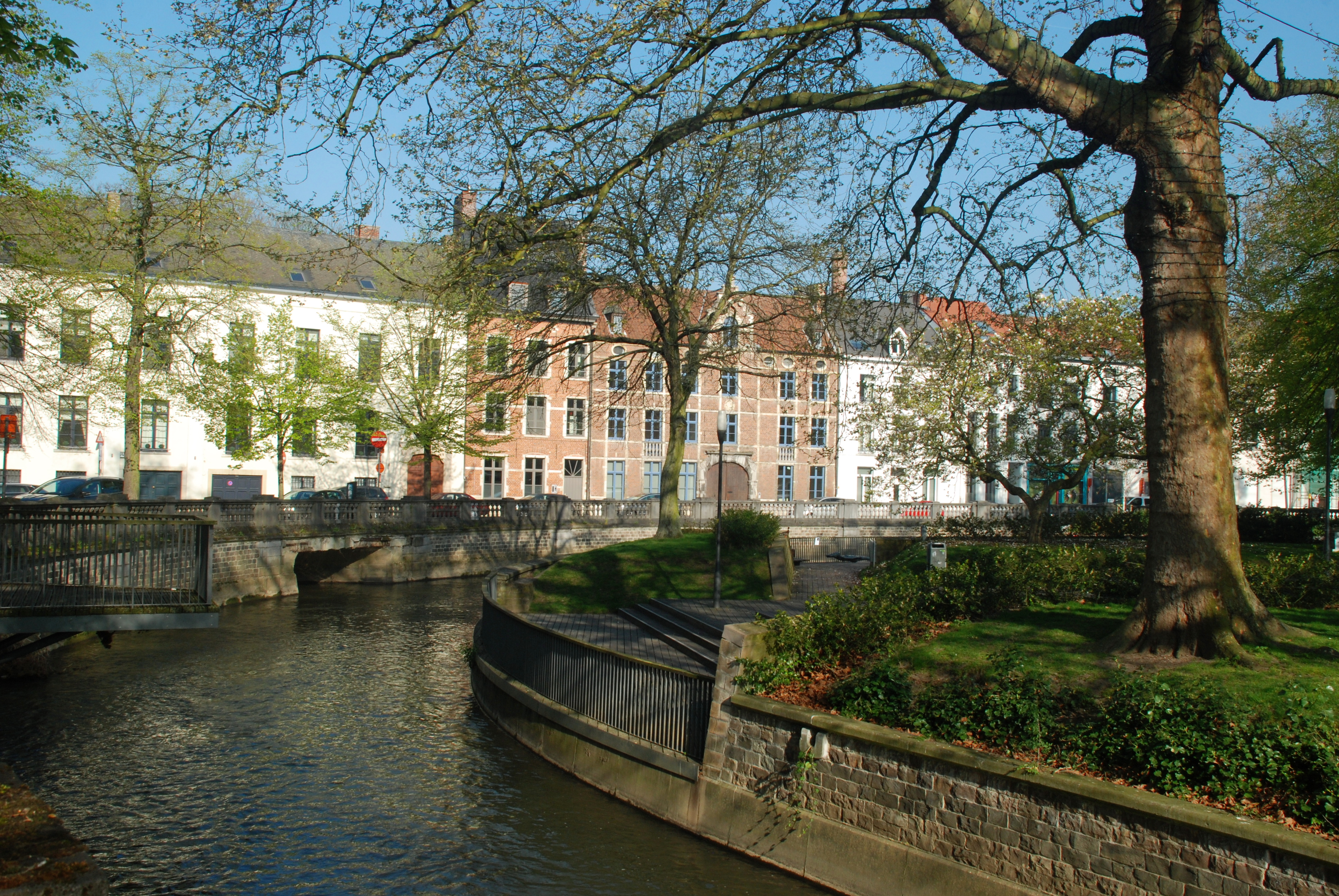

## Historique
La brasserie de Jonge Sint-Jacob est déjà mentionnée sous ce nom en 1663.
La partie visible de la rue, la maison de maître qui fait face à la Dyle, date probablement de 1766. Quelques bâtiments annexes s'y ajoutent à la fin du XIXe siècle ainsi qu'au XXe siècle.
La brasserie est connue entre 1909 et 1931 sous le nom « De Hopbloem » (La Fleur de Houblon), et ferme en 1932.
Le bâtiment a servi plus tard de résidence pour étudiantes de l'Université catholique de Louvain (ce que l'on appelle ici une « pédagogie ») : de cette époque date une chapelle ajoutée à la façade arrière en 1962 par l'architecte J. Gilles.

## Classement
La brasserie est classée comme monument historique depuis le 27 janvier 2000 et figure à l'inventaire du patrimoine immobilier de la Région flamande sous la référence 42308.

## Architecture

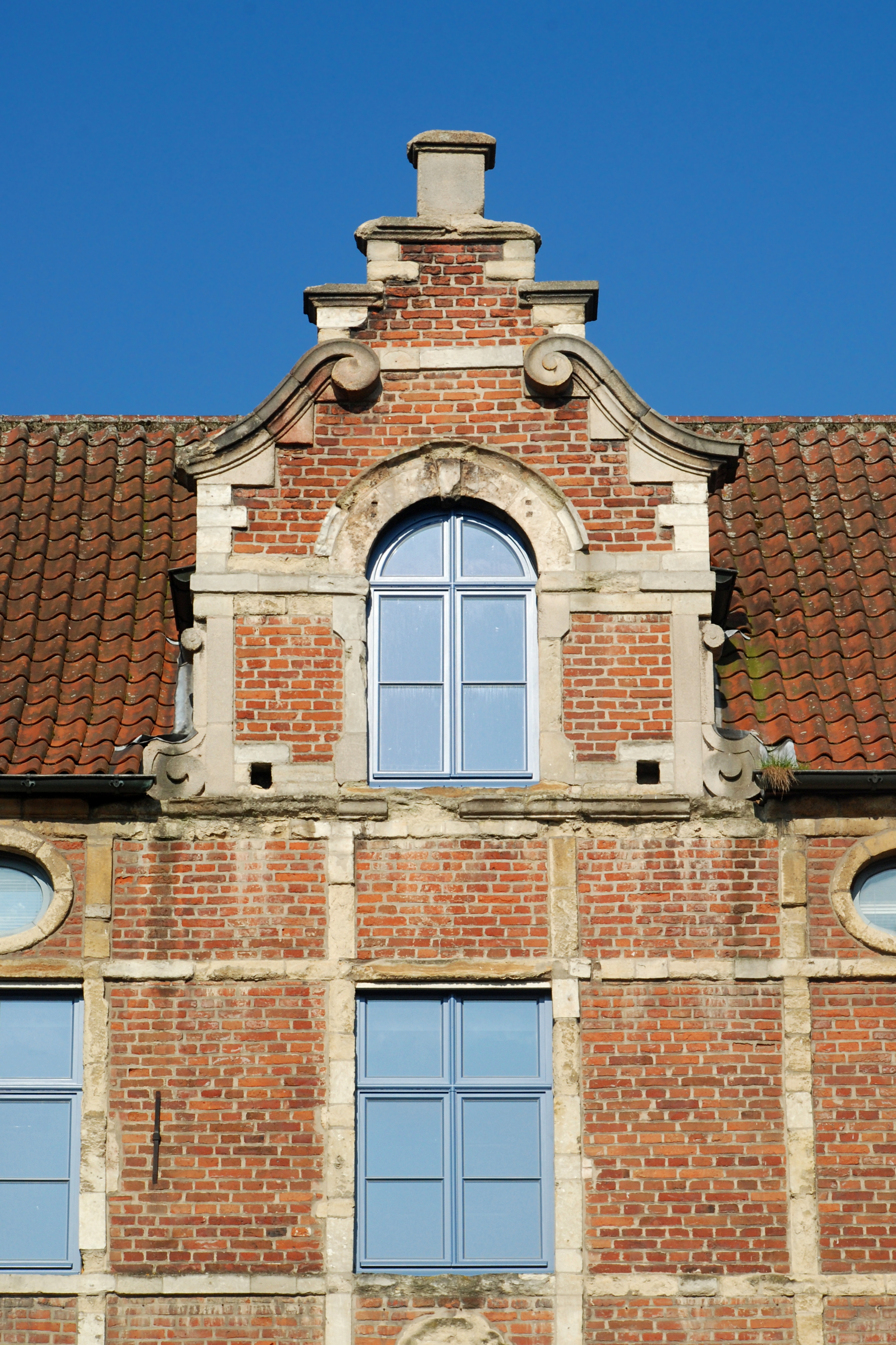
La lucarne.

### La maison de maître
Face à la Dyle, la brasserie présente une façade de style baroque tardif de trois niveaux construite en briques et en grès, sur un soubassement de grès et sous une toiture de tuiles.
Cette façade de six travées est légèrement asymétrique : elle comporte trois travées à gauche de la travée d'entrée mais deux seulement à droite. Elle est rythmée par des bandeaux horizontaux et verticaux de grès clair qui la cloisonnent en plus de 80 compartiments couleur brique.
La travée d'entrée présente au rez-de-chaussée un grand portail en pierre bleue dont les piédroits moulurés et harpés portent un grand arc cintré à clé passante dont les écoinçons sont ornés de volutes. Cette travée est ornée, plus haut, d'un cartouche très érodé et est sommée d'une lucarne passante percée d'une fenêtre cintrée et ornée de volutes.
Le sommet de la façade est occupé par un petit étage intermédiaire (une sorte de mezzanine) percé de six oculi ovales.
|  |  |  |

### La malterie
À l'arrière, au fond de la cour, se dresse l'ancienne malterie. Selon les plans du XIXe siècle, elle était nettement plus importante que maintenant et prenait toute la largeur de la cour, alors qu'elle n'en occupe plus que la moitié aujourd'hui. Cela s'explique par les dégâts subis lors de la Deuxième Guerre mondiale qui ont amené à détruire une partie du complexe en 1944.
Il en reste aujourd'hui un bâtiment de cinq niveaux et de six travées, adossé contre (et érigé partiellement sur) les vestiges de la première enceinte de Louvain, le long de la ruelle Handboogof.